# クライスト・フォー・ザ・ネイションズ
クライスト・フォー・ザ・ネイションズ学院（英語: Christ for the Nations Institute, 「諸国のためのキリスト学院」の意味、略称CFNI）は、テキサス州ダラス近くのオーク・クリフにある超教派の3年制のキリスト教聖書学校である。聖書に基づいたカリキュラムはカリスマ運動の遺産から来ている。牧会とリーダーシップと子供と家族と宣教と、ワーシップと工業の五つの専攻の学校がある。CFNIはサマー・キャンプのユース・フォー・ザ・ネイションズも持っている。
そこには、ヒスパニック世界で働く事を希望している生徒のためのスパニッシュ学校もある。すべの授業は、すべの生徒がどのように教会建設を成し遂げるための手段、誇示を世話する、イスラエル国家を支援し、人道主義の援助、聖書学校を設立して、強めるため、キリスト教文学を提供するための方法を提供している。
日本では、北海道石狩に提携校のCFNJ聖書学院がある。

## 歴史
アメリカの伝道者ゴードン・I・リンゼイと妻フレンダ・リンゼイが、1970年にクライスト・フォー・ザ・ネイションズを設立した。1973年のゴードン死後に、リンゼイ夫人と家族が学校の働きを継続した。組織はこれまで、28000人の生徒を訓練して、120カ国に派遣している。世界中の11000以上の教会の建設にあたり、現地の会衆の援助をしている。

## 主な卒業生
- ウィリアム・ウッド（真理のみことば伝道協会）主事
- 三谷和司（ノア・ミュージック・ミニストリー）代表
- 佐々木 拓也（エレベートチャーチ）主任牧師
- 田中満矢　札幌新生キリスト教会　ユースパスター